# Hugh Shelton
Hugh Shelton (né le 2 janvier 1942) est un général américain aujourd'hui à la retraite, qui a officié dans la United States Army. Il a été Chef d'état-major des armées des États-Unis de 1997 à 2001.

## Publications
- Without Hesitation: The Odyssey of an American Warrior, 2010.